# James Doohan
James Montgomery (Jimmy) Doohan (Vancouver (Brits-Columbia), 3 maart 1920 – Redmond (Washington), 20 juli 2005) was een Canadese acteur die voornamelijk bekend werd door zijn rol als hoofdboordwerktuigkundige "Scotty" aan boord van de USS Enterprise in de televisie- en filmserie Star Trek.

## Vroege leven en loopbaan
Doohan werd geboren in Vancouver; hij was eerste-generatie Canadees, het vierde kind van William en Sarah Doohan, die uit Ierland geëmigreerd waren na de Brits-Ierse oorlog. Zijn familie verhuisde later naar Sarnia in Ontario, waar hij een opleiding volgde aan de SCITS: Sarnia Collegiate Institute and Technical School. Doohans vader – die herhaaldelijk van beroep veranderde en onder meer werkzaam was als tandarts, apotheker en veearts – wordt wel geassocieerd met de uitvinding van benzine met een hoog octaangetal in 1923, maar volgens Doohans autobiografie was hij een dronkenlap die zijn familie terroriseerde.
Aan het begin van de Tweede Wereldoorlog sloot Doohan zich aan bij de Royal Canadian Artillery (hij was toen 19 jaar). Hij volgde de officiersopleiding, en werd aangesteld als luitenant bij de Winnipeg Rifles, in het 13e regiment infanterie, compagnie D, dat een onderdeel was van de 3e Canadese Infanterie Divisie, die in 1940 naar het Verenigd Koninkrijk gezonden werd voor (uiteindelijk) jarenlange training in strandlandings- en bestormingstechnieken.
Doohan bracht het tot kapitein en behoorde tot de eerste Canadese troepen die tijdens de D-Day invasie op Juno Beach landden. Na de landing leidde hij zijn 39 man door een veld met antitankmijnen naar een hoger gelegen positie waar ze zich in konden graven om de nacht door te brengen – onderweg naar deze positie schoot hij en passant nog twee sluipschutters neer. Bij de invasie verloor hij de middelvinger van zijn rechterhand. Rond 23:30 diezelfde nacht probeerde hij een andere commandopost te bereiken en werd daarbij zesmaal geraakt door een Duits machinegeweer: vier keer in het been, eenmaal in de borst en een door zijn rechtermiddelvinger. Met het borstschot kwam hij goed weg – in een soort ironisch filmcliché bleef de kogel steken in Doohans zilveren sigarettendoosje. Zijn middelvinger moest echter afgezet worden, iets dat hij later op de filmset altijd voor de camera verstopte door gebruik te maken van het decor en door zijn houding.
Ondanks zijn verwondingen bleef Doohan in het leger en leerde vliegen voor de Royal Canadian Air Force. Hij vloog een artillerie-observatietoestel, maar slaagde er toch in een keer de titel "meest krankzinnige piloot van de Canadese luchtmacht" te bemachtigen.
Na de oorlog was Doohan teleurgesteld in de kwaliteit van de dramatische hoorspelen op de radio. Denkend dat hij het beter kon, besloot hij acteur te worden. Hij begon ermee zijn Shakespeare op te halen en verscheen voor het eerst op de radio op 12 januari 1946 bij CBC. Hij volgde een cursus toneelspelen in Toronto en won later een tweejarige beurs aan de Neighborhood Playhouse in New York; tot zijn klasgenoten hier behoorden Leslie Nielsen, Tony Randall en Richard Boone. Gedurende een aantal jaren pendelde hij op en neer tussen Toronto en New York, het werk achterna. In deze periode verscheen Doohan in ruim 4000 radioprogramma's en 400 maal op de televisie, en ontwikkelde zich tot een populaire karakterspeler met een reputatie voor grote verscheidenheid. Hij verscheen onder meer in The Twilight Zone, The Outer Limits en Fantasy Island.

## Star Trek
Doohan was begaafd in het gebruik van buitenlandse accenten. Toen hij auditie deed bij Gene Roddenberry, bedenker van Star Trek, demonstreerde Doohan er een aantal. Roddenberry vroeg Doohan welke zijn voorkeur had en Doohan antwoordde "Alle goeie werktuigkundigen van de wereld zijn Schotten". En zo werd Doohan de hoofdboordwerktuigkundige (Chief Engineer) van de USS Enterprise, Montgomery Scott. (Het Schotse accent had hij tijdens de Tweede Wereldoorlog geleerd van een Schot die op zijn kamer sliep.) Later zou hij op deze casting-procedure nog vaak terugkomen tijdens Star Trek conventies, waar hij voor fans verschillende ingenieursstemmen en karakters zou demonstreren. Toen Roddenberry begin jaren '70 begon aan Star Trek: The Animated Series, maakte hij stevig gebruik van Doohans reikwijdte qua stemmen – Doohan speelde veruit de meeste mannelijke "gastrollen" in de serie, waaronder Robert April, de vermeende, eerste kapitein van de Enterprise.
Het karakter Scott was eigenlijk bedoeld als losvast, of anders als wederkerende gastrol, de man die onder andere de transporter, het apparaat waarmee de bemanning naar ergens anders kon worden "overgestraald", bediende. Hij groeide echter uit tot een populair personage en net als mede-acteurs Leonard Nimoy (Spock) en DeForest Kelley (Leonard McCoy) werd hij opgenomen in de vaste cast met vergelijkbaar belang als William Shatners James T. Kirk. Daarbij werd Lt. Cmdr. Scott de derde persoon in de hiërarchie van de Enterprise en van tijd tot tijd voerde hij commando over het schip. Desondanks werd toch de opdracht Beam me up, Scotty! (Straal me maar omhoog, Scotty!) een gevleugelde uitspraak, hoewel deze in de oorspronkelijke serie niet eens voorkomt).
Scotty kwam ook vaak voor in subplots van de serie aangaande falende onderdelen van het schip en als tegenwerker van Kirks gewaagde, tactische ondernemingen die dan bijvoorbeeld een gevaar opleverden voor voortstuwing of verdedigingssystemen van het schip. Tegen het einde van de serie had de Enterprise zelf zich bij de fans een status verworven als "ster van de show", waarmee Scott zich als haar verdediger een benijdenswaardige positie veroverd had.
Nadat de serie in 1969 afgelopen was, bleek Doohan zo getypecast dat hij alleen nog maar voor soortgelijke rollen werd gevraagd. Hij speelde kleine, tijdelijke rollen, zoals de Kapitein in de kinderserie Jason of Star Command voor op de zaterdagmorgen. Deze serie was echter geen lang leven beschoren en de Kapitein werd al in het begin van seizoen twee om zeep geholpen. Doohan verdiende zijn brood met schnabbels uit persoonlijke optredens (bij conventies en dergelijke). Pas toen Star Trek in de periode 1978-1979 weer tot leven kwam, kon hij weer als acteur aan de slag. Hij hernam zijn rol als Scotty in de eerste zeven Star Trek films en hij speelde een gastrol in een aflevering van de vervolgserie Star Trek: The Next Generation (deze aflevering heette Relics). Daarnaast vervulde hij diverse gastrollen in televisieseries (bijvoorbeeld: The Bold and the Beautiful, MacGyver, Magnum, P.I. en Fantasy Island) en speelde hij onder andere bijrollen in films als Double Trouble (1992) en The Duke (1999).
Uitgaande van zijn aanzienlijke stemtalent bedacht Doohan de Vulcaanse en Klingonese talen, die te horen waren in Star Trek: The Motion Picture. Het Klingon werd later door professionele linguïsten zoals Marc Okrand uitgebreid en geformaliseerd tot een volledige taal met complete grammatica.

## Latere leven en dood
Omdat hij als Chief Engineer in de televisieserie veel studenten inspireerde tot het volgen van een technische studie, ontving Doohan een eredoctoraat van de Milwaukee School of Engineering. In 1999 toerde hij over de wereld als boegbeeld van Philips Electronics HDTV. Op 31 augustus 2004 kreeg hij een ster op de Hollywood Walk of Fame.
Doohan was driemaal getrouwd. In 1949 trouwde hij met Janet Young, maar in 1964 volgde een scheiding. Met Janet had hij vier kinderen: dochters Larkin (1954) en Deirdre (1957), en tweelingzonen Montgomery en Christopher (1959). De twee jongens hebben nog een rolletje mogen spelen in Star Trek: The Motion Picture.

In 1967 huwde hij Anita Yagel, maar aan dat huwelijk kwam in 1972 kinderloos een einde.

In 1974 werd hij tijdens een feestje voorgesteld aan zijn 19 jaar oude fan Wende Braunberger, en zij trouwden het jaar daarop; ze kregen drie kinderen: Eric, Thomas en Sarah. Sarah werd op 11 april 2000 geboren, toen Doohan dus al 80 jaar oud was.
Doohan leed aan de Ziekte van Parkinson, diabetes en longfibrose. In 1989 kreeg hij een stevige hartaanval te verwerken. In 2004 werd bij hem bovendien de Ziekte van Alzheimer vastgesteld. Doohan overleed op 20 juli 2005 om 05:30, thuis, in aanwezigheid van zijn vrouw Wende en zijn vriend en agent Steve Stevens. Laatstgenoemde maakte zijn overlijden bekend, en noemde als oorzaken daarvoor Alzheimer en een longontsteking. Doohan is 85 geworden.
Op zijn eigen verzoek werd zijn as in de ruimte geschoten, geheel in de stijl van datgene wat hem groot had gemaakt. De raket met de as van Doohan en een aantal anderen raakte echter na de lancering op 28 april 2007 spoorloos, en werd pas op 13 mei daaropvolgend weer gelokaliseerd in een ruig berggebied in New Mexico.
De stoffelijke overschotten van James Doohan werden op 22 mei 2012 om 3:44 's ochtends alsnog succesvol de ruimte in gelanceerd. Zijn as werd (toepasselijk) door het eerste commerciële ruimteschip afgeleverd.

## Als schrijver
Samen met Star Trek boekenschrijver Peter David schreef Doohan een autobiografie getiteld Beam Me Up, Scotty: Star Trek's "Scotty" in his own words (1996, ISBN 0671520563).
Hij schreef mee aan drie sciencefiction werken:
- The Rising (1996, ISBN 0671877585)
- The Privateer (1999, ISBN 0671578324)
- The Independent Command (2000, ISBN 0671319515)